# Bounty Hunters (film)
Bounty Hunters is een Amerikaans/Canadese actiefilm uit 1996 geregisseerd door George Erschbamer met in de hoofdrollen Michael Dudikoff en Lisa Howard. De film wordt opgevolgd door Bounty Hunters 2: Hardball uit 1997.

## Verhaal
Jersey Bellini (Michael Dudikoff) is een premiejager die een ongemakkelijke samenwerking aangaat met zijn ex-vriendin en conculega B.B. (Lisa Howard) om een voortvluchtige te pakken. Maar het duo ontdekt al snel dat ook maffiabaas Deimos (Ben Ratner) achter de man aanzit om hem uit de weg te ruimen.

## Rolverdeling
| Acteur           | Personage      |
| ---------------- | -------------- |
| Michael Dudikoff | Jersey Bellini |
| Lisa Howard      | B.B.           |
| Ben Ratner       | Deimos         |
| Erin Fitzgerald  | Starr          |
| Freddy Andreiuci | Izzy           |
| Ashanti Williams | 'Word'         |